# Dialeges egenus
Dialeges egenus är en skalbaggsart som beskrevs av Francis Polkinghorne Pascoe 1869. Dialeges egenus ingår i släktet Dialeges och familjen långhorningar. Inga underarter finns listade i Catalogue of Life.